# Cheng’en Si

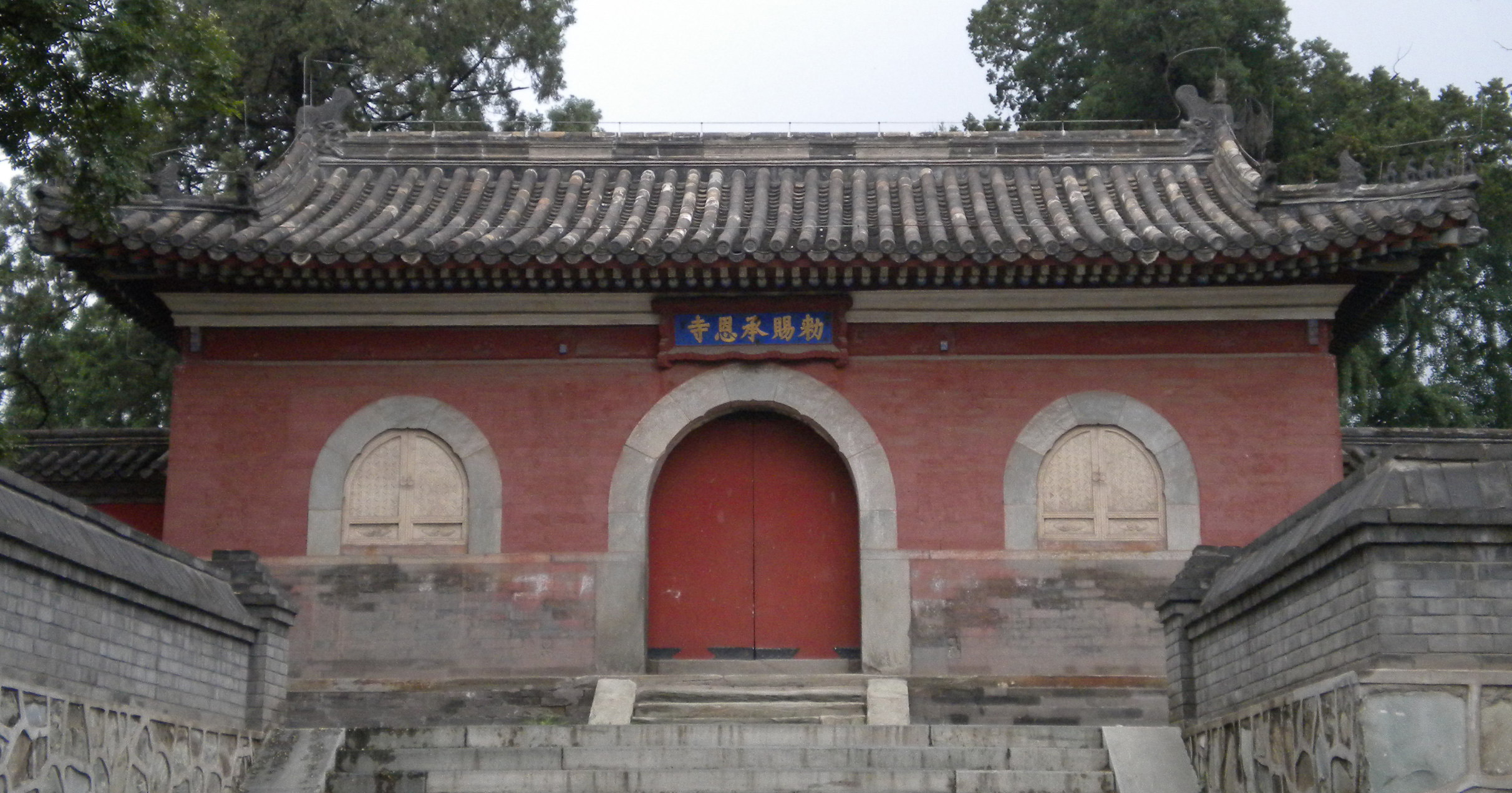
Cheng’en Si

Der Cheng’en Si (Cheng’en-Tempel, chinesisch 承恩寺, Pinyin Chéng’ēn sì) ist ein buddhistischer Tempel im Pekinger Stadtbezirk Shijingshan in der Moshikou-Straße, ca. 20 km vom Stadtzentrum entfernt. Er wurde in der Zeit der Ming-Dynastie in den Jahren 1510–1513 der Zhengde-Ära erbaut. Erhaltene Gebäude tragen die chinesischen Namen Shanmen 山门, Tianwang Dian 天王殿, Daxiongbao Dian 大雄宝殿 und Houdian 后殿.
Auf den Innenwänden der Halle der Himmlischen Könige (Tianwang Dian) sind Wandmalereien von Wolken, Drachen und Menschen zu finden, die charakteristisch für diese Kunst in der Zeit der Ming-Dynastie sind und von großem Wert für ihr Verständnis. 
Der Cheng’en-Tempel steht seit 2006 auf der Liste der Denkmäler der Volksrepublik China (6-298).